# Henry de La Madelène
 (août 2023).
Si vous disposez d'ouvrages ou d'articles de référence ou si vous connaissez des sites web de qualité traitant du thème abordé ici, merci de compléter l'article en donnant les références utiles à sa vérifiabilité et en les liant à la section « Notes et références ».
Le baron Henry Joseph de Collet de La Madelène, né le 10 décembre 1825 à Toulouse et mort le 1er octobre 1887 à La Madeleine, est un écrivain et journaliste français.

## Biographie
À la fin de sa formation au collège, où il se fait remarquer pour son indiscipline, il est nommé surnuméraire à la recette générale de Carpentras. Il part à Paris en 1847, et se présente au journal La Presse avec le manuscrit de son roman, les Courses de Meyran, finalement accepté et publié. C'est le début de sa carrière littéraire.
Il travaille ensuite à la Silhouette et au Corsaire, puis, après la révolution de 1848, est rédacteur au Courrier français dirigé alors par Xavier Durrieu, s'y affirmant comme polémiste. Il rejoint ensuite la Revue de Paris, dirigée par Maxime du Camp et Laurent Pichat, l'occasion pour lui d'y publier des nouvelles et des études favorablement remarquées, jusqu'à la fin de la publication. Il exerce immédiatement après au Figaro, où il rédige une série de types[Quoi ?] parisiens. Il devient ensuite l'un des fondateurs du Monde illustré.
En 1852 il publie Souvenirs d'Asnières sous le pseudonyme « A. d' Augerolles ». Lorsque la Revue de Paris est relancée par M. Gérard, il y édite une étude sur Eugène Delacroix, au sujet de l'exposition de ses œuvres Boulevard des Italiens, puis Les Curiosités et les curieux, et enfin le Bas Médoc. À la fin de 1864, il dirige la Revue qui, de mensuelle, devient hebdomadaire : en même temps, il y publie l'École des Mondors. Malgré tous ses efforts, il ne parvient pas à obtenir un nombre suffisant d'abonnés nécessaire à l'existence du périodique. En 1865, il est chroniqueur attaché au journal le Temps, et reprend sa collaboration avec le Figaro dans lequel il publie des articles sous le titre de « Tablettes parisiennes », qu'il « signe » anonymement de trois "X".
Ses œuvres les plus connues sont un petit roman intitulé Germain Barbe-Bleue, sorti en 1855 ; le Comte de Raousset-Boulbon, sa vie et ses aventures, chez Poulet-Malassis en 1856 ; et enfin, une comédie-opéra en un acte parue en 1859, Frontin malade qu'il crée en collaboration avec Jules Viard. Son dernier ouvrage, sur les Beaux-arts à l'Exposition universelle, est publié dans le Guide à Paris édité par Lacroix. Il est lauréat de l'Académie française (prix Maillé-Latour-Landry) en 1880 pour Fin du marquisat d’Aurel.

## Œuvres
- Contes parisiens, 2012.
- Romans comtadins, 2012.
- La Cité dévote, publié en feuilleton dans Le Petit Parisien à partir du 17 mars 1877.
- L'Idole d'un jour, 1879.
- La Fin du marquisat d'Aurel, 1878.
- Contes comtadins, 1874.